# 켈리 린치
켈리 린치(Kelly Lynch, 1959년 1월 31일 ~ )는 미국의 배우이다.

## 출연 작품

### 영화
- 재회의 거리 (1988)
- 칵테일 (1988)
- 로드 하우스 (1989)
- 드러그스토어 카우보이 (1989)
- 광란의 시간 (1990)
- 내 사랑 컬리 수 (1991)
- 쓰리 오브 하트 (1993)
- 가상현실 (1995)
- 증오 (1995)
- 헤븐스 프리즈너 (1996)
- 콜드 하트 (1997)
- 미스터 마구 (1997)
- 홈그라운 (1998)
- 미녀 삼총사 (2000)
- 브라보 대디 (2001)
- 더 슬러터 룰 (2002, The Slaughter Rule)
- 더 재킷 (2005)
- 카붐 (2010)
- 원초적 본능 2015 (2010)
- 온 더 록스 (2020)

### 텔레비전
- 맨하탄의 사나이 (1986)
- 마이애미의 두 형사 (1987)
- 앨리 맥빌 (2001)
- 엘 워드 (2004-05, 2009)
- 90210 (2010-11)
- 매직 시티 (2012-13)
- 미스터 메르세데스 (2017)